# Велика жупа Брибір-Сидрага
Велика жупа Брибір-Сидрага (хорв. Velika župa Bribir-Sidraga) — адміністративно-територіальна одиниця Незалежної Держави Хорватії (НДХ), що існувала на території сучасних Хорватії та Боснії і Герцеговини під такою назвою з 27 червня 1941 до 30 жовтня 1943 року, після чого її було розширено, розформовано, і вона дістала нову назву «велика жупа Брибір», а друга частина колишньої назви перейшла до новоствореної великої жупи Сидрага-Равні-Котари.
На самому початку назва мала вигляд «Брибір і Сидрага». Адміністративним центром був Книн. Складалася з нижчеперелічених районів, які називалися «котари» або «котарські області» (хорв. kotarske oblasti) і збігалися в назві з їхніми адміністративними центрами:
- Грахово (відокремлений від великої жупи Крбава-Псат і приєднаний 10 грудня 1941 р.)
- Дрниш (заснований 1 серпня 1941 р.)
- Книн

Крім того, окремою адміністративною одиницею було котарське відділення Дрвар.
Цивільною адміністрацією у великій жупі керував великий жупан, якого призначав поглавник Анте Павелич.
Із падінням Італії до великої жупи Брибір-Сидрага 26 жовтня 1943 року було включено місто Шибеник та однойменний котар, тоді ж адміністративний центр було перенесено з Книна в Шибеник. 30 жовтня 1943 її ліквідовано. 1 грудня 1943 на її місці офіційно розпочала діяльність нова велика жупа Брибір. Оголошення 20 травня 1944 року надзвичайного стану у прибережній зоні торкнулося і території цієї великої жупи. Цивільну владу змінила військова. Питання цивільного управління перейшли до командувача військ берегової ділянки Ліки, а з 28 березня 1945 ці питання було передано спеціально призначеному при цьому командувачі керівникові цивільної адміністрації.